# Monte de Oro
Monte de Oro är en ort i Mexiko.   Den ligger i kommunen Ursulo Galván och delstaten Veracruz, i den sydöstra delen av landet, 280 km öster om huvudstaden Mexico City. Monte de Oro ligger 40 meter över havet och antalet invånare är 326.
Terrängen runt Monte de Oro är platt. Runt Monte de Oro är det ganska tätbefolkat, med 172 invånare per kvadratkilometer. Närmaste större samhälle är Zempoala, 5,8 km nordost om Monte de Oro. Trakten runt Monte de Oro består till största delen av jordbruksmark.